# Jeppe Madsen Ohlsen
Jeppe Madsen Ohlsen (født 18. maj 1891 i Christiansfeld, død 7. juni 1948 i Sejs, begravet på Linå Kirkegård) var en dansk autodidakt maler.
Hans forældre var skræddermester, senere missionær Claus Friederich Ohlsen (1864-1920) og Christine Jensine Jensen (1870-1946). 30. maj 1928 blev han gift i Maribo med Emmy Astrid Andersen, født 9. januar 1904 i Toreby. Ægteskabet blev opløst i 1942.
Ohlsen var først i lære som barber, men blev udlært som bygningsmaler i 1910. 1910-16 var han elev hos Halvdan Larsen og Christian Krohg i Norge samt på Frede Aamodts malerskole i København. Fra 1928 kunne han så småt leve af sin kunst. Han boede i Hornstrup ved Vejle 1928-31, i fødebyen Christiansfeld 1931-38, i Snoghøj 1938-42 og i Sejs 1942-48.
I Christiansfeld-tiden skildrede han byens religiøse liv i en særpræget magisk realisme. Han interesserede sig især for menighedens ritualer i forbindelse med døden: ligtoget og bisættelsen på den særegne kirkegård Gudsageren. Personerne forekommer umiddelbart statiske, men kunstneren suggererer en uendeligt langsom bevægelse, så tiden er indstillet langtids mod evighed.
I Snoghøj og Sejs behandles det åbne landskab og nærstudiet af opstillingen. I disse perioder har landskabet og opstillingen efterladenskaber af hhv. Christiansfeldtidens magiske realisme og symbolske mysticisme.
Den største samling af hans billeder findes på Sønderjyllands Kunstmuseum i Tønder. Desuden er han repræsenteret bl.a. på Museet på Sønderborg Slot og Brødremenighedens Museum i Christiansfeld. Der er ikke lavet nogen værkfortegnelse af hans værker, men tæller omkring 300 malerier.

| - Værker af Jeppe Madsen Ohlsen - Opstilling med valmuer i vase - 1921 - Fastelavnsmandag i Christiansfeld, 1936 - Der spilles for dødsfald i Brødremenigheden, 1936-1937 - Den månesyge, 1940 - Alling kirke, 1948 - Allé med kanal og dam, ukendt dato ('mellem 1909 og 1948') - Den gamle gård - En bondegård - Enkehuset set fra nord - Figurer ved stråtækte huse, Sejs - Gårdeksteriør med personer - Kvinde og barn på kirkegård - Lyset - Mod aften i den gamle gård, Sejs - Motiv fra Christiansfeld med kvinde på gårdsplads - Opstilling med bog og blikkrus på bord - Opstilling med bøhmisk glas, krus og æbler - Skærsliber ved det gamle vægterhus - Ved det gamle vægterhus i Christiansfeld - Landskab med skovvej |